# 3241 Yeshuhua
3241 Yeshuhua este un asteroid din centura principală, descoperit pe 28 noiembrie 1978 de Observatorul Zijinshan.